# Adalberto Lepri
Adalberto Lepri (Terni, 20 ottobre 1929 – Sassari, 5 ottobre 2014) è stato un lottatore italiano.

## Biografia
Nato a Terni nel 1929, gareggiava nella lotta libera, nella classe di peso dei pesi medi (79 kg).
A 22 anni ha partecipato ai Giochi olimpici di Helsinki 1952, nei pesi medi, perdendo entrambi i primi due turni, rispettivamente ai punti contro il turco Haydar Zafer e per schienata contro l'argentino León Genuth e chiudendo 13º.